# Olympische Jugend-Sommerspiele 2018/Teilnehmer (Amerikanisch-Samoa)
| Gelbes Symbol für Goldmedaillen mit stilisierten Olympischen Ringen | Graues Symbol für Silbermedaillen mit stilisierten Olympischen Ringen | Braundes Symbol für Bronzemedaillen mit stilisierten Olympischen Ringen |
| ------------------------------------------------------------------- | --------------------------------------------------------------------- | ----------------------------------------------------------------------- |
| —                                                                   | —                                                                     | —                                                                       |

Die Jugend-Olympiamannschaft aus Amerikanisch-Samoa für die III. Olympischen Jugend-Sommerspiele vom 6. bis 18. Oktober 2018 in Buenos Aires (Argentinien) bestand aus zwölf Athleten. Sie konnten keine Medaille gewinnen.

## Athleten nach Sportarten

### Beachhandball
Mädchen
- 11. Platz
- Kader
Frances Nautu
Stephanie Floor
Danielle Floor
Roselyn Faleao
Naomi A'asa
Philomena Tofaeono
Jasmine Liu
Imeleta Mata'utia

### Boxen
Jungen
- Falaniko Tauta
Weltergewicht: 5. Platz

### Leichtathletik
Jungen
- Iosefa Mauga
100 m: 34. Platz

### Ringen
| Mädchen - Ioana Ludgate Freistil bis 73 kg: 10. Platz | Jungen - Ariston Bartley Griechisch-römisch bis 92 kg: 6. Platz |